# Люсил Гран
Люсил Алексия Гран-Янг (на датски: Lucile Alexia Grahn-Young) е първата световноизвестна датска балерина и една от най-известните представителки на епохата на романтичния балет.
Гран завършва Кралската датска театрална школа в Копенхаген под ръководството на Август Бурнонвил. Дебютира през 1834 г. и през 1835 г. поема водещата роля на Астрид във Валдемар. Скоро отношенията между Бурнонвил и Гран се влошават, заради желанието ѝ да танцува с прочутия балет на Парижката опера. Гран дори променя някои от стъпките във Валдемар, за да покаже техниката си, което кара Бурнонвил да подаде официална жалба до управата на театъра. През 1836 г. Гран поема главната роля в Силфида. Същата година заминава за Париж и никога не се връща.
През 1839 г. Гран официално напуска Кралския датски балет. Танцува в Парижката Опера, а от 1839 до 1845 г., гастролира в Лондон, Санкт Петербург и Милано. През 1845 г. потвърждава статута си на прима, когато е поканена да участва в Па дьо Катр на Жул Перо, заедно с вече известните танцьори Фани Черито, Карлота Гризи и Мария Тальони. Като най-малко познатата от четирите, Гран танцува първа.
След 1846 г. Гран обикаля по-голямата част от Европа, не само танцувайки, но и продуцирайки няколко балета, включително Катарина на Перо, и собствената си пиеса Бакхус и Ариадна. През 1848 г. Гран се мести в Хамбург, а по-късно в Мюнхен.
Гран се пенсионира през 1856 г. и се омъжва за Фридрих Янг. От 1858 до 1861 г. преподава балет в Лайпциг, а от 1869 до 1875 г. в Националния театър в Мюнхен. Умира в Мюнхен през 1907 г., оставяйки имотите си на града.